# Zsolt Balogh

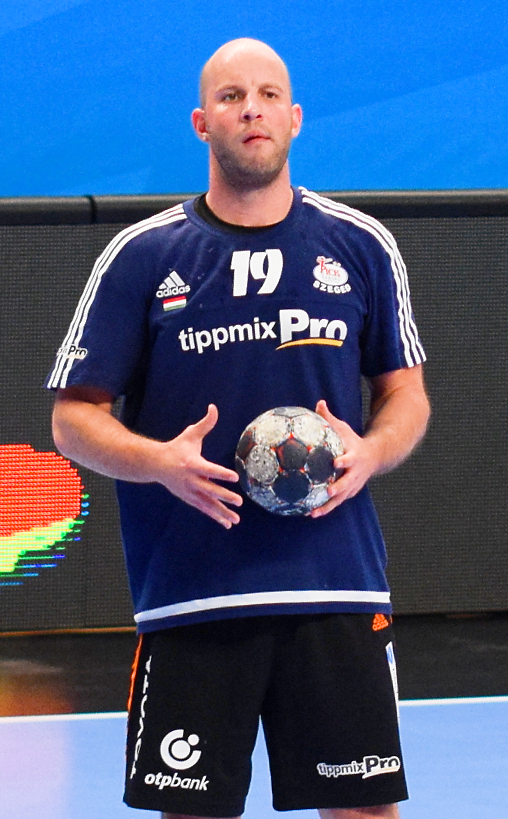
Zsolt Balogh (2017)

Zsolt Balogh [ˈʒolt ˈbɒloɡ] (* 29. März 1989 in Orosháza) ist ein ungarischer Handballspieler.
Der 1,89 Meter große und 95 Kilogramm schwere rechte Rückraumspieler spielte beim ungarischen Verein Pick Szeged, mit dem er 2014 den EHF Europa Pokal, 2018 die ungarische Meisterschaft und 2019 den ungarischen Pokal gewann. Davor stand er in der Saison 2010/11 beim SC Magdeburg unter Vertrag. Zuvor spielte er bei Pler KC Budapest und Orosháza. Mit Pler KC Budapest spielte er im EHF-Pokal (Spielzeiten 2006/07, 2009/10) und im Europapokal der Pokalsieger (2005/06, 2007/28, 2008/09).
Balogh schloss sich im Sommer 2019 Tatabánya KC an. Ab 2022 stand er bei Ferencvárosi TC unter Vertrag. Im Sommer 2024 wechselte er zum Erstligaaufsteiger Győri ETO-UNI FKC.
Seit 2008 bestritt Zsolt Balogh 70 Länderspiele (221 Tore) für die ungarische Nationalmannschaft., Er stand im Aufgebot Ungarns für die Europameisterschaft 2018 und für die Europameisterschaft 2020 sowie für die Weltmeisterschaft 2017 und Weltmeisterschaft 2019.
2000 gewann Balogh mit der Mannschaft Szondi SE Székesfehérvár den ersten Titel bei ungarischen Beachhandball-Meisterschaften.